# Planina, Postojna
Planina este o localitate din comuna Postojna, Slovenia, cu o populație de 647 de locuitori.